# Nacionalismo checo

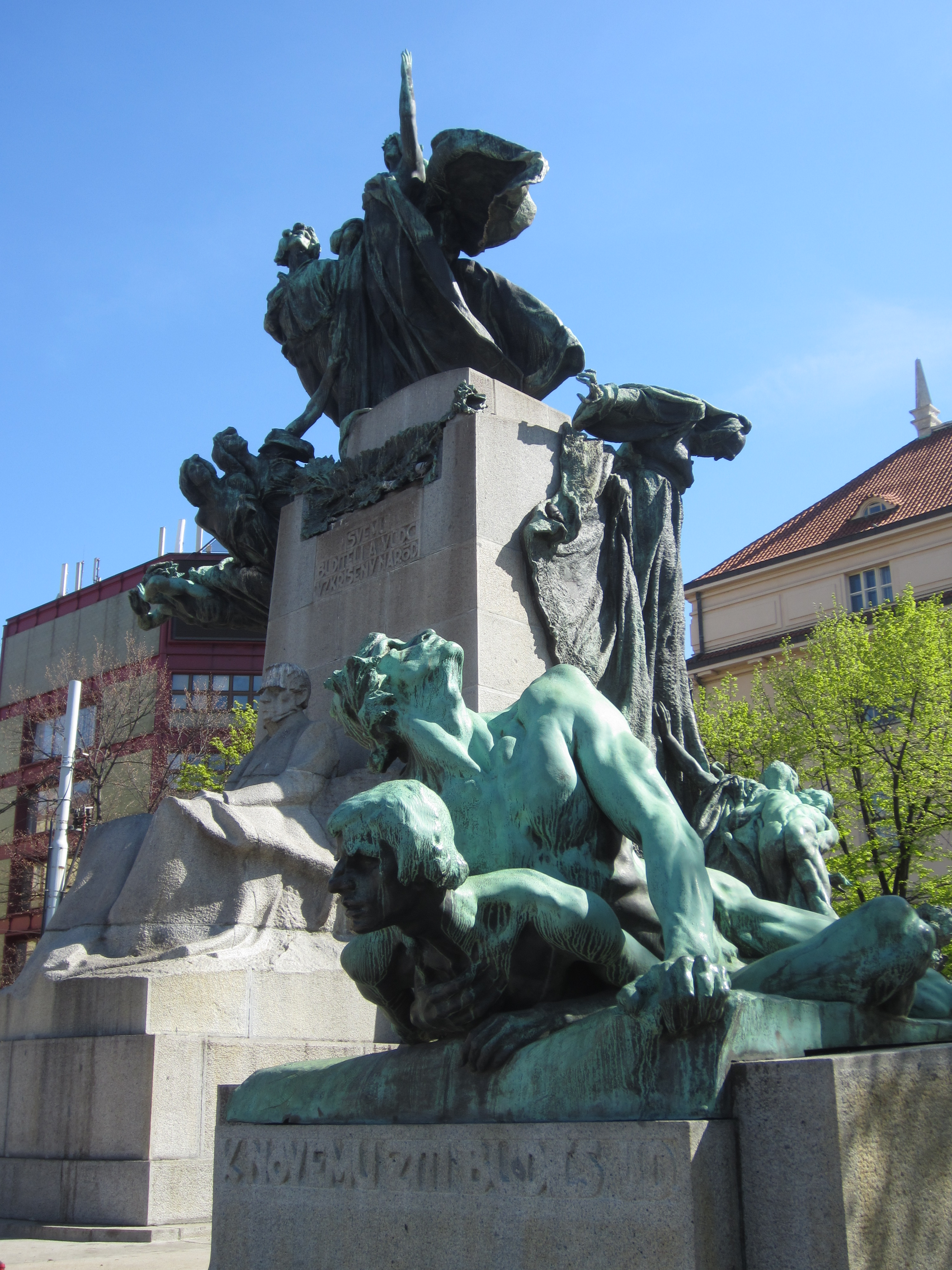
Monumento a František Palacký en Praga, apodado Padre de la Nación, considerado como el padre del nacionalismo checo.

El nacionalismo checo es una ideología que defiende que los checos son una nación y promueve su unidad cultural e identitaria. El nacionalismo checo moderno surgió en el siglo XIX en forma del Renacimiento Nacional Checo. En 1848, el nacionalismo checo se convirtió en un factor político importante en el Imperio austríaco debido a las actividades del Partido Nacional (en checo: Národní strana), dirigido por František Palacký. Durante la Primera Guerra Mundial, políticos nacionalistas checos, como Karel Kramář y Tomáš Garrigue Masaryk, iniciaron la idea de independencia del gobierno austrohúngaro.
Después de 1918 y la creación de Checoslovaquia, la mayoría absoluta de los políticos y la sociedad checos adoptaron el checoslovaquianismo, es decir, la noción de un estado unificado que incluyera a Eslovaquia.
La transformación de Checoslovaquia en una economía de mercado liberal, durante los años 1990-1992, motivó las disputas entre checos y eslovacos, sobre el carácter de Checoslovaquia. Las fuerzas separatistas se vieron fortalecidas tanto por las aspiraciones nacionalistas eslovacas como por el nacionalismo económico checo, basado este último en la percepción de que el territorio checo estaba subsidiando al territorio menos desarrollado de Eslovaquia. Checoslovaquia quedó dividida entre la República Checa y Eslovaquia, logrando la independencia el 1 de enero de 1993.